# Geita (huyện)
Geita là một huyện thuộc vùng Mwanza, Tanzania. Thủ phủ của huyện Geita đóng tại Kalangalala. Huyện Geita có diện tích 5880 ki lô mét vuông. Đến thời điểm điều tra dân số ngày 25 tháng 8 năm 2002, huyện Geita có dân số 709078 người.